# Charles Abouo
Charles Noé Abouo, né le 4 novembre 1989 à Abidjan en Côte d'Ivoire, est un joueur ivoirien de basket-ball. Il mesure 1m97. Il jouait au poste d'arrière/ailier à l'Étoile sportive Saint-Michel Le Portel Côte d'Opale en France. Il est écrivain, auteur du livre "Bien manger pour bien joueur".

## Palmarès
- Finaliste du championnat d'Afrique 2009

- 2018 : Vainqueur des playoffs Pro B Accession en Jeep Élite (Fos Provence)